# Slovenia Open WTA 2024
Lo Slovenia Open WTA 2024, noto anche come Zavarovalnica Sava Ljubljana 2024 per motivi di sponsorizzazione, è un torneo di tennis femminile giocato sui campi in terra rossa all'aperto. È stata la 10ª edizione del torneo, facente parte del WTA Challenger Tour 2024. Per il secondo anno, il torneo si è giocato al Tivoli Tennis Center di Lubiana in Slovenia dal 9 al 15 settembre 2024.

## Partecipanti al singolare

### Teste di serie
| Nazionalità | Giocatrice          | Ranking* | Testa di serie |
| ----------- | ------------------- | -------- | -------------- |
| Francia     | Chloé Paquet        | 97       | 1              |
| Spagna      | Nuria Párrizas Díaz | 100      | 2              |
| Serbia      | Olga Danilović      | 110      | 3              |
| Rep. Ceca   | Sára Bejlek         | 129      | 4              |
| Germania    | Ella Seidel         | 133      | 5              |
| Brasile     | Laura Pigossi       | 141      | 6              |
| Croazia     | Lea Bošković        | 165      | 7              |
|             | Polina Kudermetova  | 169      | 8              |

* Ranking al 26 agosto 2024.

### Altre partecipanti
Le seguenti giocatrici hanno ricevuto una wild card per il tabellone principale:
- Krystina Dzmitruk
- Živa Falkner
- Pia Lovrič
- Ela Nala Milić

La seguente giocatrice è entrata in tabellone utilizzando lo special exempt:
- Petra Marčinko

Le seguenti giocatrici sono passate dalle qualificazioni:
- Louisa Chirico
- Ángela Fita Boluda
- Sinja Kraus
- İpek Öz

La seguente giocatrice è stata ripescata in tabellone come lucky loser:
- Susan Bandecchi

### Ritiri
Prima del torneo
- Varvara Lepchenko → sostituita da  Susan Bandecchi

## Partecipanti al doppio

### Teste di serie
| Nazione   | Giocatrice       | Nazione   | Giocatrice       | Rank1 | Seed |
| --------- | ---------------- | --------- | ---------------- | ----- | ---- |
| Francia   | Estelle Cascino  | Rep. Ceca | Anastasia Dețiuc | 230   | 1    |
| Rep. Ceca | Jesika Malečková | Rep. Ceca | Miriam Škoch     | 240   | 2    |
| Ucraina   | Maryna Kolb      | Ucraina   | Nadiia Kolb      | 384   | 3    |
| Grecia    | Elenē Christofē  | Slovenia  | Veronika Erjavec | 402   | 4    |

* Ranking al 26 agosto 2024.

### Altre partecipanti
Le seguenti coppie di giocatrici hanno ricevuto una wild card per il tabellone principale:
- Ela Nala Milić /  Kristina Novak
- Kaja Najzer /  Zoja Peternel

## Campionesse

### Singolare
Jil Teichmann ha sconfitto in finale  Nuria Párrizas Díaz con il punteggio di 7-6(8), 6-4.

### Doppio
Nuria Brancaccio /  Leyre Romero Gormaz hanno sconfitto in finale  Lina Ǵorčeska /  Jil Teichmann con il punteggio di 5-7, 7-5, [10-7].